# Richard Elman
Richard Elman (* 1943) ist ein britischer Manager.

## Leben
Elman war bis 2012 CEO des britischen Unternehmens Noble Group; ihm folgte Yusuf Alireza. An dem Unternehmen hält Elman bedeutende eigene Aktienanteile. Nach Angaben des US-amerikanischen Magazins Forbes Magazine gehört er zu den reichsten Briten. Elman ist verheiratet und hat vier Kinder.